# Liste des ambassadeurs du Maroc aux États-Unis
L'ambassadeur du Maroc aux États-Unis est le plus haut représentant diplomatique du Maroc aux États-Unis.

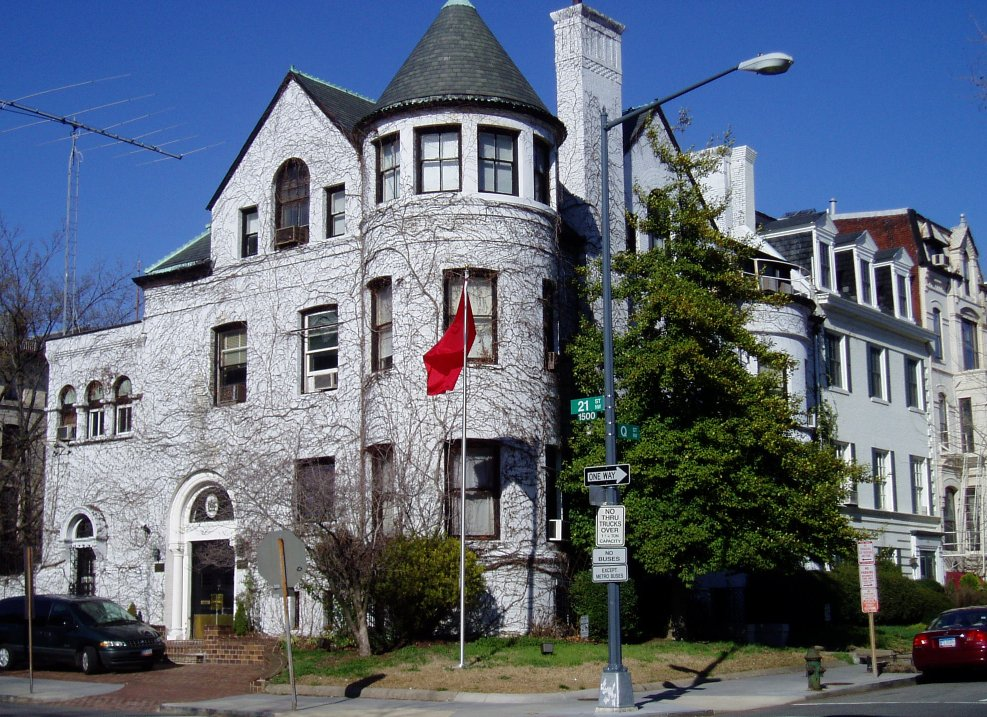
Ambassade du royaume du Maroc au 1601 21st Street Northwest Washington DC.

|    | Ambassadeur               | Image | Date de la nomination | Date de fin de mission | Monarques du Maroc   | Présidents des États-Unis                    |
| -- | ------------------------- | ----- | --------------------- | ---------------------- | -------------------- | -------------------------------------------- |
| 1  | Mehdi Benaboud,           |       | 29 aout 1956          | 7 avril 1961           | Mohammed V/Hassan II | Dwight D. Eisenhower/John Fitzgerald Kennedy |
| 2  | Ali Benjelloun            |       | 30 janvier 1962       | 1er septembre 1965     | Hassan II            | John Fitzgerald Kennedy/Lyndon B. Johnson    |
| 3  | Ahmed Laraki              |       | 1er septembre 1965    | 20 avril 1967          | Hassan II            | Lyndon B. Johnson                            |
| 4  | Ahmed Osman               |       | 20 avril 1967         | 2 juillet 1971         | Hassan II            | Lyndon B. Johnson/Richard Nixon              |
| 5  | Abdessadek El glaoui      |       | 2 juillet 1971        | 27 septembre 1971      | Hassan II            | Richard Nixon                                |
| 6  | Badreddine Senoussi       |       | 27 septembre 1971     | 3 décembre 1974        | Hassan II            | Richard Nixon/Gerald Ford                    |
| 7  | Abdelhadi Boutaleb,       |       | 3 décembre 1974       | 17 mai 1977            | Hassan II            | Gerald Ford/Jimmy Carter                     |
| 8  | Ali Benjelloun            |       | 17 mai 1977           | 25 juillet 1984        | Hassan II            | Jimmy Carter/Ronald Reagan                   |
| 9  | Maati Jorio,              |       | 25 juillet 1984       | 13 octobre 1986        | Hassan II            | Ronald Reagan                                |
| 10 | Mohammed Barghach         |       | 13 octobre 1986       | 1 mai 1989             | Hassan II            | Ronald Reagan                                |
| 11 | Ali Benjelloun            |       | 1er mai 1989          | 18 septembre 1990      | Hassan II            | Ronald Reagan/George Bush                    |
| 12 | Mohammed Belkhyat Zougari |       | 18 septembre 1990     | 3 mai 1993             | Hassan II            | George Bush/Bill Clinton                     |
| 13 | Mohamed Benaïssa          |       | 3 mai 1993            | 8 mars 1999            | Hassan II            | Bill Clinton                                 |
| 14 | Abdellah El Maaroufi      |       | 19 avril 2000         | 9 avril 2002           | Mohammed VI          | Bill Clinton/ George W. Bush                 |
| 15 | Aziz Mekouar              |       | 19 juin 2002          | 16 septembre 2011      | Mohammed VI          | George W. Bush/Barack Obama                  |
| 16 | Mohammed Rachad Bouhlal   |       | 6 décembre 2011       | 15 septembre 2016      | Mohammed VI          | Barack Obama                                 |
| 17 | Joumala Alaoui,           |       | 15 septembre 2016     |                        | Mohammed VI          | Barack Obama/Donald Trump/Joe Biden          |